# Villemomble
Villemomble (franskt uttal: [vil.mɔ̃bl]
 ( lyssna)) är en kommun i departementet Seine-Saint-Denis i regionen Île-de-France i norra Frankrike. Kommunen ligger i kantonen Villemomble som tillhör arrondissementet Le Raincy. År 2022 hade Villemomble 29 973 invånare.
Kommunen ligger i Paris östra förorter, 12,1 kilometer från Paris centrum.

## Befolkningsutveckling
| Befolkningsutvecklingen i Villemomble 1968–2021 | Befolkningsutvecklingen i Villemomble 1968–2021 | Befolkningsutvecklingen i Villemomble 1968–2021 | Befolkningsutvecklingen i Villemomble 1968–2021 | Befolkningsutvecklingen i Villemomble 1968–2021 |
| ----------------------------------------------- | ----------------------------------------------- | ----------------------------------------------- | ----------------------------------------------- | ----------------------------------------------- |
|                                                 |                                                 |                                                 |                                                 |                                                 |
| År                                              |                                                 |                                                 | Folkmängd                                       |                                                 |
| 1968                                            | 1968                                            |                                                 | 28 756                                          |                                                 |
| 1975                                            | 1975                                            |                                                 | 28 727                                          |                                                 |
| 1982                                            | 1982                                            |                                                 | 27 571                                          |                                                 |
| 1990                                            | 1990                                            |                                                 | 26 863                                          |                                                 |
| 1999                                            | 1999                                            |                                                 | 26 995                                          |                                                 |
| 2007                                            | 2007                                            |                                                 | 28 283                                          |                                                 |
| 2015                                            | 2015                                            |                                                 | 29 847                                          |                                                 |
| 2021                                            | 2021                                            |                                                 | 30 332                                          |                                                 |